# Copa Verde 2024
Die Copa Verde 2024 war die elfte Austragung der Copa Verde, eines regionalen Fußballpokalwettbewerbs in Brasilien, der vom nationalen Fußballverband CBF organisiert wird. Mit dem Gewinn des Pokals war die Qualifikation für die dritte Runde der Copa do Brasil 2025 verbunden. Es fand vom 21. Februar bis ursprünglich 8. Mai 2024 statt. Aufgrund von Terminüberschneidungen mussten aber ein Halbfinalspiel sowie die Finals auf einen späteren Zeitpunkt verschoben werden.

## Modus
Die Vorrundenspiele wurde zwischen 16 Teams und die Achtelfinals mit nur einem Entscheidungsspiel im K.-o.-System ausgetragen. Ab dem Viertelfinale wurden Hin- und Rückspiel ausgetragen. Das Heimrecht im Hinspiel in den ersten drei Runden lag bei dem im Ranking des CBF besser platzierten Klub. Im Halbfinale und Finale hatte dieser das Heimrecht im Rückspiel.

## Teilnehmer
Die Teilnehmer kamen aus den elf Bundesstaaten Acre, Amapá, Amazonas, Distrito Federal do Brasil, Espírito Santo, Goiás, Mato Grosso, Mato Grosso do Sul, Pará, Rondônia, Roraima und Tocantins. 20 nahmen als erfolgreiche Klubs aus den Fußballmeisterschaften der Bundesstaaten von Brasilien teil. Die übrigen vier Klubs ergaben sich aus dem CBF-Ranking, welche aus den Staatsmeisterschaften noch nicht qualifiziert waren.
| Bundesstaat        | Klub                 | Qualifizierung        | CBF Rang | Einstieg     |
| ------------------ | -------------------- | --------------------- | -------- | ------------ |
| Acre               | Rio Branco FC (AC)   | Staatsmeister 2023    | 118      | Achtelfinale |
| Acre               | SC Humaitá           | 2. Staatsmeister 2023 | 98       | Vorrunde     |
| Amapá              | Trem DC              | Staatsmeister 2023    | 98       | Vorrunde     |
| Amazonas           | Amazonas FC          | Staatsmeister 2023    | 66       | Achtelfinale |
| Amazonas           | Manauara EC          | 2. Staatsmeister 2023 | -        | Vorrunde     |
| Amazonas           | Manaus FC            | CBF-Ranking           | 52       | Vorrunde     |
| Distrito Federal   | Real Brasília FC     | Staatsmeister 2023    | 221      | Vorrunde     |
| Distrito Federal   | Brasiliense FC       | 2. Staatsmeister 2023 | 57       | Achtelfinale |
| Distrito Federal   | Ceilândia EC         | CBF-Ranking           | 79       | Vorrunde     |
| Espírito Santo     | Real Noroeste        | Staatsmeister 2023    | 84       | Vorrunde     |
| Espírito Santo     | Rio Branco FC (ES)   | 2. Staatsmeister 2023 | 163      | Vorrunde     |
| Goiás              | Anápolis FC          | 4. Staatsmeister 2023 | 117      | Vorrunde     |
| Goiás              | Goiás EC             | 2. Staatsmeister 2023 | 20       | Achtelfinale |
| Goiás              | Vila Nova FC         | CBF-Ranking           | 29       | Achtelfinale |
| Mato Grosso        | Cuiabá EC            | Staatsmeister 2023    | 19       | Achtelfinale |
| Mato Grosso        | União EC             | 2. Staatsmeister 2023 | 85       | Vorrunde     |
| Mato Grosso do Sul | Costa Rica EC        | Staatsmeister 2023    | 159      | Vorrunde     |
| Pará               | Águia de Marabá FC   | Staatsmeister 2023    | 92       | Vorrunde     |
| Pará               | Clube do Remo        | 2. Staatsmeister 2023 | 41       | Achtelfinale |
| Pará               | Paysandu SC          | CBF-Ranking           | 44       | Achtelfinale |
| Rondônia           | Porto Velho EC       | Staatsmeister 2023    | 116      | Vorrunde     |
| Roraima            | São Raimundo EC (RR) | Staatsmeister 2023    | 67       | Vorrunde     |
| Tocantins          | Tocantinópolis EC    | Staatsmeister 2023    | 69       | Vorrunde     |
| Tocantins          | Capital FC           | 2. Staatsmeister 2023 | -        | Vorrunde     |

### Teilnahme abgesagt
Atlético Goianiense war als Staatsmeister von Goiás qualifiziert, sagte aber seine Teilnahme im Vorwege ab. Des Weiteren sprach sich der AA Aparecidense aus der Staatsmeisterschaft von Pará gegen eine Teilnahme aus. Durch die Absagen rückten der Anápolis FC und Ceilândia EC nach.

## Gruppen
Für die Sortierung der Paarungen in der Vorrunde und dem Achtelfinale wurden zwei Gruppen nach regionaler Herkunft der Klubs gebildet, der Block Norte und der Block CentroOeste. In diesen Blocks wurden die Klubs gemäß ihrer Platzierung in der Rangliste des CBF sortiert. Der Beste einer Gruppe traf auf den letzten und so fort. Im Finale traf somit der Sieger der Gruppe Norte auf den Sieger der Gruppe CentroOeste. Sollte der Klub noch keine Ranglistenpunkte des CBF haben, so erfolgte die weitere Sortierung nach der Platzierung in der Rangliste des Verbandes des Klubs.
| Gruppe Norte         | Ranglistenplatz | Gruppe CentroOeste | Ranglistenplatz |
| -------------------- | --------------- | ------------------ | --------------- |
| Clube do Remo        | 41 (CBF)        | Cuiabá EC          | 19 (CBF)        |
| Paysandu SC          | 44 (CBF)        | Goiás EC           | 20 (CBF)        |
| Manaus FC            | 52 (CBF)        | Vila Nova FC       | 29 (CBF)        |
| Amazonas FC          | 66 (CBF)        | Brasiliense FC     | 57 (CBF)        |
| São Raimundo EC (RR) | 67 (CBF)        | Ceilândia EC       | 79 (CBF)        |
| Tocantinópolis EC    | 69 (CBF)        | Real Noroeste      | 84 (CBF)        |
| Águia de Marabá FC   | 92 (CBF)        | União EC           | 85 (CBF)        |
| SC Humaitá           | 98 (CBF)        | Porto Velho EC     | 116 (CBF)       |
| Trem DC              | 98 (CBF)        | Anápolis FC        | 117 (CBF)       |
| Rio Branco FC (AC)   | 118 (CBF)       | Costa Rica EC      | 159 (CBF)       |
| Manauara EC          | FAF             | Rio Branco FC (ES) | 163 (CBF)       |
| Capital FC           | FTF             | Real Brasília FC   | 221 (CBF)       |

## Turnierplan
|  | Vorrunde          | Vorrunde | Vorrunde |  |  | Achtelfinale      | Achtelfinale | Achtelfinale   |   |   | Viertelfinale | Viertelfinale | Viertelfinale |   |       | Halbfinale    | Halbfinale | Halbfinale   |       |  | Finale      | Finale | Finale |
|  |                   |          |          |  |  |                   |              |                |   |   |               |               |               |   |       |               |            |              |       |  |             |        |        |
|  |                   |          |          |  |  |                   |              |                |   |   |               |               |               |   |       |               |            |              |       |  |             |        |        |
|  |                   |          |          |  |  | Clube do Remo     | 3            |                |   |   |               |               |               |   |       |               |            |              |       |  |             |        |        |
|  | SC Humaitá        | 1 (2)    |          |  |  | Trem DC           | 1            |                |   |   |               |               |               |   |       |               |            |              |       |  |             |        |        |
|  | Trem DC           | 1 (4)    |          |  |  |                   |              |                |   |   | Clube do Remo | 2             | 2             |   |       |               |            |              |       |  |             |        |        |
|  |                   |          |          |  |  |                   |              | Amazonas FC    | 1 | 2 |               |               |               |   |       |               |            |              |       |  |             |        |        |
|  |                   |          |          |  |  | Amazonas FC       | 4            |                |   |   |               |               |               |   |       |               |            |              |       |  |             |        |        |
|  | São Raimundo      | 3 (7)    |          |  |  | Capital FC        | 1            |                |   |   |               |               |               |   |       |               |            |              |       |  |             |        |        |
|  | Capital FC        | 3 (8)    |          |  |  |                   |              |                |   |   |               |               |               |   |       | Clube do Remo | 0          | 1 (3)        |       |  |             |        |        |
|  |                   |          |          |  |  |                   |              |                |   |   |               |               | Paysandu SC   | 0 | 1 (4) |               |            |              |       |  |             |        |        |
|  |                   |          |          |  |  | Paysandu SC       | 3            |                |   |   |               |               |               |   |       |               |            |              |       |  |             |        |        |
|  | Águia de Marabá   | 0        |          |  |  | Rio Branco-AC     | 0            |                |   |   |               |               |               |   |       |               |            |              |       |  |             |        |        |
|  | Rio Branco-AC     | 2        |          |  |  |                   |              |                |   |   | Paysandu SC   | 0             | 4             |   |       |               |            |              |       |  |             |        |        |
|  |                   |          |          |  |  |                   |              | Manaus FC      | 1 | 1 |               |               |               |   |       |               |            |              |       |  |             |        |        |
|  |                   |          |          |  |  | Manaus FC         | 3            |                |   |   |               |               |               |   |       |               |            |              |       |  |             |        |        |
|  | Tocantinópolis EC | 2        |          |  |  | Tocantinópolis EC | 2            |                |   |   |               |               |               |   |       |               |            |              |       |  |             |        |        |
|  | Manauara EC       | 1        |          |  |  |                   |              |                |   |   |               |               |               |   |       |               |            |              |       |  | Paysandu SC | 6 / 4  |        |
|  |                   |          |          |  |  |                   |              |                |   |   |               |               |               |   |       |               |            | Vila Nova FC | 0 / 0 |  |             |        |        |
|  |                   |          |          |  |  | Cuiabá EC         | 5            |                |   |   |               |               |               |   |       |               |            |              |       |  |             |        |        |
|  | Porto Velho EC    | 1 (5)    |          |  |  | Porto Velho EC    | 0            |                |   |   |               |               |               |   |       |               |            |              |       |  |             |        |        |
|  | Anápolis FC       | 1 (3)    |          |  |  |                   |              |                |   |   | Cuiabá EC     | 4             | 4             |   |       |               |            |              |       |  |             |        |        |
|  |                   |          |          |  |  |                   |              | Brasiliense FC | 1 | 1 |               |               |               |   |       |               |            |              |       |  |             |        |        |
|  |                   |          |          |  |  | Brasiliense FC    | 0 (4)        |                |   |   |               |               |               |   |       |               |            |              |       |  |             |        |        |
|  | Ceilândia EC      | 0 (4)    |          |  |  | Ceilândia EC      | 0 (1)        |                |   |   |               |               |               |   |       |               |            |              |       |  |             |        |        |
|  | Real Brasília FC  | 0 (3)    |          |  |  |                   |              |                |   |   |               |               |               |   |       | Cuiabá EC     | 0          | 4 (2)        |       |  |             |        |        |
|  |                   |          |          |  |  |                   |              |                |   |   |               |               | Vila Nova FC  | 2 | 2 (4) |               |            |              |       |  |             |        |        |
|  |                   |          |          |  |  | Goiás EC          | 2            |                |   |   |               |               |               |   |       |               |            |              |       |  |             |        |        |
|  | União EC          | 4        |          |  |  | União EC          | 0            |                |   |   |               |               |               |   |       |               |            |              |       |  |             |        |        |
|  | Costa Rica EC     | 0        |          |  |  |                   |              |                |   |   | Goiás EC      | 0             | 1             |   |       |               |            |              |       |  |             |        |        |
|  |                   |          |          |  |  |                   |              | Vila Nova FC   | 1 | 1 |               |               |               |   |       |               |            |              |       |  |             |        |        |
|  |                   |          |          |  |  | Vila Nova FC      | 1            |                |   |   |               |               |               |   |       |               |            |              |       |  |             |        |        |
|  | Real Noroeste     | 1        |          |  |  | Rio Branco-ES     | 0            |                |   |   |               |               |               |   |       |               |            |              |       |  |             |        |        |
|  | Rio Branco-ES     | 2        |          |  |  |                   |              |                |   |   |               |               |               |   |       |               |            |              |       |  |             |        |        |

### Vorrunde
| Datum |                      | Ergebnis              |                    | Austragungsort   |
| ----- | -------------------- | --------------------- | ------------------ | ---------------- |
| 23.2. | SC Humaitá           | 1:1 (0:0) (2:4 i. E.) | Trem DC            | Florestão        |
| 28.2. | Porto Velho EC       | 1:1 (1:0) (5:3 i. E.) | Anápolis FC        | Aluizão          |
| 28.2. | Águia de Marabá FC   | 0:2 (0:1)             | Rio Branco FC (AC) | Zinho Oliveira   |
| 28.2. | Tocantinópolis EC    | 2:1 (1:0)             | Manauara EC        | Ribeirão         |
| 28.2. | Ceilândia EC         | 0:0 (4:3 i. E.)       | Real Brasília FC   | Abadião          |
| 28.2. | União EC             | 4:0 (2:0)             | Costa Rica EC      | Caldeirão        |
| 28.2. | Real Noroeste        | 1:2 (1:1)             | Rio Branco FC (ES) | Olímpio da Rocha |
| 29.2. | São Raimundo EC (RR) | 3:3 (7:8 i. E.)       | Capital FC         | Canarinho        |

### Achtelfinale
| Datum |                | Ergebnis        |                    | Austragungsort         |
| ----- | -------------- | --------------- | ------------------ | ---------------------- |
| 5.3.  | Manaus FC      | 3:2 (1:1)       | Tocantinópolis EC  | Arena da Amazônia      |
| 6.3.  | Goiás EC       | 2:0 (1:0)       | União EC           | Estádio Hailé Pinheiro |
| 6.3.  | Paysandu SC    | 3:0 (2:0)       | Rio Branco FC (AC) | Estádio Curuzu         |
| 6.3.  | Cuiabá EC      | 5:0 (1:0)       | Porto Velho EC     | Arena Pantanal         |
| 6.3.  | Amazonas FC    | 4:1 (1:1)       | Capital FC         | Arena da Amazônia      |
| 7.3.  | Clube do Remo  | 3:1 (1:0)       | Trem DC            | Baenão                 |
| 7.3.  | Brasiliense FC | 0:0 (4:1 i. E.) | Ceilândia EC       | Serejão                |
| 12.3. | Vila Nova FC   | 1:0 (0:0)       | Rio Branco FC (ES) | OBA                    |

### Viertelfinale
| Datum     |                               | Gesamt |                                 | Hinspiel  | Rückspiel |
| --------- | ----------------------------- | ------ | ------------------------------- | --------- | --------- |
| 20./23.3. | Clube do Remo (Baenão)        | 4:3    | Amazonas FC (Arena da Amazônia) | 2:1 (2:1) | 2:2 (0:2) |
| 21./24.3. | Manaus FC (Arena da Amazônia) | 2:4    | Paysandu SC (Estádio Curuzu)    | 1:0 (1:0) | 1:4 (1:2) |
| 20./24.3. | Vila Nova FC (OBA)            | 2:1    | Goiás EC (Serrinha)             | 1:0 (1:0) | 1:1 (1:0) |
| 20./27.3. | Brasiliense FC (Serejão)      | 2:4    | Cuiabá EC (Arena Pantanal)      | 1:4 (0:1) | 1:4 (0:3) |

### Halbfinale
Die Partie zwischen dem Vila Nova FC und Cuiabá EC wurde verschoben aufgrund eines Gruppenspiels von Cuiabá in der Copa Sudamericana 2024 am 3. April 2024. Am 4. April gab der CBF die neuen Termine für die Paarung bekannt.
| Datum       |                            | Gesamt          |                          | Hinspiel  | Rückspiel |
| ----------- | -------------------------- | --------------- | ------------------------ | --------- | --------- |
| 3./10.4.    | Clube do Remo (Mangueirão) | 0:0 (3:4 i. E.) | Paysandu SC (Mangueirão) | 0:0       | 1:1 (1:1) |
| 17.4./11.5. | Vila Nova FC (OBA)         | 4:4 (4:2 i. E.) | Cuiabá EC Arena Pantanal | 2:0 (1:0) | 2:4 (0:2) |

### Finale
Am 17. Mai gab der CBF die Termine für die beiden Finalspiele bekannt.

#### Hinspiel
| Paysandu SC                                                | Paysandu SC | Vila Nova FC | Vila Nova FC |
| ---------------------------------------------------------- | --- | --- | ------------ |
| Paysandu SC                                                | \| 22. Mai 2024 in Belém (Estádio Curuzu) \| \| Ergebnis: 6:0 (3:0) \| \| Zuschauer: 13.052[7] \| \| Schiedsrichter: Davi de Oliveira Lacerda ( Espírito Santo) \| \| Spielbericht \| | \| 22. Mai 2024 in Belém (Estádio Curuzu) \| \| Ergebnis: 6:0 (3:0) \| \| Zuschauer: 13.052[7] \| \| Schiedsrichter: Davi de Oliveira Lacerda ( Espírito Santo) \| \| Spielbericht \| | Vila Nova FC |
| Paysandu SC                                                | Diogo Silva – Edilson 55', Joao Vieira 55., Nicolas Godinho 45+2', Juninho 33' 46. – Esli Garcia 76., Carlão, Ruan Ribeiro 59., Lucas Maia – Leandro Vilela 67., Kevyn Reserve Matheus Nogueira, Netinho 67. 72', Vinícius Leite, Edinho 46. Bryan Mascarenhas 59. 84', Jean Dias, Val Soares 59., Brendon Sobral, Luan Freitas Cheftrainer: Hélio dos Anjos | Denis Junior – Juan Sebastián Quintero, Anderson Conceição 38., Bruno Matias 46., Roberto – Fernando Henrique 62., José Fernando 46., Alesson 74., João Vitor – Lucas Vilela, Ruan Matheus Reserve Vitor Hugo, Luciano Naninho 62., Vitor Hugo, Estevao, Henrique Almeida 46., Breno 46., Apodi 74., Juan Christian 38. Cheftrainer: Márcio Fernandes | Vila Nova FC |
| Paysandu SC                                                | 1:0 Garcia (6.) 2:0 Godinho (33.) 3:0 Edilson (45.+2') 4:0 Godinho (55.) 5:0 Godinho (72.) 6:0 Edinho (84.) | | Vila Nova FC |
| Paysandu SC                                                | Godinho (25.), Lucas Maia (44.) | Quintero (25.), Juan Christian (80.) | Vila Nova FC |
| Paysandu SC                                                | Juan Christian (90.+1') | | Vila Nova FC |
| 22. Mai 2024 in Belém (Estádio Curuzu)                     | | |              |
| Ergebnis: 6:0 (3:0)                                        | | |              |
| Zuschauer: 13.052                                          | | |              |
| Schiedsrichter: Davi de Oliveira Lacerda ( Espírito Santo) | | |              |
| Spielbericht                                               | | |              |

#### Rückspiel
| Vila Nova FC                                                 | Vila Nova FC | Paysandu SC | Paysandu SC |
| ------------------------------------------------------------ | --- | --- | ----------- |
| Vila Nova FC                                                 | \| 29. Mai 2024 in Goiânia (OBA) \| \| Ergebnis: 0:4 (0:2) \| \| Zuschauer: 426[8] \| \| Schiedsrichter: Angleison Marcos Vieira Monteiro ( Rondônia) \| \| Spielbericht \| | \| 29. Mai 2024 in Goiânia (OBA) \| \| Ergebnis: 0:4 (0:2) \| \| Zuschauer: 426[8] \| \| Schiedsrichter: Angleison Marcos Vieira Monteiro ( Rondônia) \| \| Spielbericht \| | Paysandu SC |
| Vila Nova FC                                                 | Vitor Hugo – Leonardo, Vitor Hugo, Bruno Matias, Marcos Rondon 89. – Estevao 62., Lucas Vilela 80., Luciano Naninho 80., João Vitor – Henrique Almeida, Apodi 46. Reserve Denis Junior, Lucas Bispo 89., Luis Augusto, Alesson, Mathiello 62., Carlos Miguel 80., Islan 80., Breno 46. Cheftrainer: Raphael Borges de Miranda | Diogo Silva – Edilson, Wanderson, Joao Vieira 73., Nicolas Godinho – Juninho 62., Esli Garcia 62., Ruan Ribeiro 46., Lucas Maia – Leandro Vilela 46., Kevyn Reserve Matheus Nogueira, Netinho 73., Vinícius Leite 62., Michel Macedo, Biel, Edinho 46., Robinho 62., Bryan Mascarenhas, Carlão, Val Soares 46., Brendon Sobral Cheftrainer: Hélio dos Anjos | Paysandu SC |
| Vila Nova FC                                                 | 0:1 Godinho (3.) 0:2 Vieira (39.) 0:3 Leite (71.) 0:4 Edinho (83.) | | Paysandu SC |
| Vila Nova FC                                                 | Leonardo (24.), Lucas Vilela (66.) | Joao Vieira (15.), Vilela (41.), Lucas Maia (45.+4'), Wanderson (65.) | Paysandu SC |
| 29. Mai 2024 in Goiânia (OBA)                                | | |             |
| Ergebnis: 0:4 (0:2)                                          | | |             |
| Zuschauer: 426                                               | | |             |
| Schiedsrichter: Angleison Marcos Vieira Monteiro ( Rondônia) | | |             |
| Spielbericht                                                 | | |             |